# Титов, Константин Алексеевич
Константи́н Алексе́евич Тито́в (род. 30 октября 1944, Москва) — российский политический и государственный деятель. Председатель Куйбышевского городского исполкома Совета народных депутатов (1990—1991); Глава областной администрации — Губернатор Самарской области (1991—2007); кандидат в Президенты России (2000); сенатор Совета Федерации ФС РФ от Самарской области (1993—2001, 2007—2014).

## Биография
В 1953 году семья Титовых переехала в Ставрополь (Куйбышевская область).
В 1962 году Константин Титов окончил среднюю школу и поступил в Куйбышевский авиационный институт (ныне Самарский государственный аэрокосмический университет), окончив его в 1968 году по специальности «Инженер-механик по эксплуатации самолетов и двигателей». В то же время работал фрезеровщиком на Куйбышевском авиационном заводе. Входил в число активных членов куйбышевского Городского молодёжного клуба (ГМК-62) и возглавлял входивший в его структуру дискуссионный клуб «Колокол».
С 1968 по 1970 год по направлению от института работал бортмехаником авиазавода.
В 1969 году избран заместителем секретаря комитета ВЛКСМ Куйбышевского авиазавода. В 1973 году избран секретарём комитета ВЛКСМ. Секретарь комитета комсомола Планового института. Аспирант, младший научный сотрудник, затем старший научный сотрудник. Далее занял должность руководителя научно-исследовательской лаборатории Куйбышевского планового института.
В 1975 году поступил в аспирантуру Куйбышевского планового института (ныне Самарский государственный экономический университет), а в 1978 году окончил его, перейдя на научную работу в этот институт, где прошёл все ступени от младшего научного сотрудника до руководителя научно-исследовательской лаборатории, базового подразделения Госплана РСФСР по Поволжскому экономическому региону. Основными научными темами работ и публикаций К. А. Титова являлись проблемы экономической эффективности основных средств, капитальных вложений и новой техники.
С 1988 по 1990 год работал заместителем директора по экономике Куйбышевского филиала Научно-производственного центра «Информатика» — одного из первых предприятий в СССР, попытавшегося поставить прикладную науку на самоокупающуюся рыночную основу.

## Глава обладминистрации и губернатор
В марте 1990 года был избран депутатом Куйбышевского совета народных депутатов, а затем стал председателем Куйбышевского горисполкома.
В августе 1991 года в период «Августовского путча» на посту председателя Куйбышевского горисполкома → (ныне Главы Самары) ушёл на больничный, отправив от имени председателя горсовета письмо в поддержку демократических сил Б. Н. Ельцина.
31 августа 1991 года указом президента Российской Федерации Б. Н. Ельцина был назначен главой администрации Самарской области.
12 декабря 1993 года был избран по Самарскому двухмандатному избирательному округу № 63 в Совет Федерации Федерального Собрания Российской Федерации. С февраля 1994 — член Комитета СФ по делам Федерации, Федеративному договору и региональной политике. Член Совета Федерации от Самарской области с января 1996 по декабрь 2001 года как глава исполнительной власти региона. С 1996 по 2002 год возглавлял Комитет Совета Федерации по бюджету, налоговой политике, финансовому, таможенному и валютному регулированию, банковской деятельности.
В 1996 году на выборах губернатора Самарской области был избран губернатором Самарской области, опередив коммуниста Валентина Романова.
С 1999—2000 год председатель общероссийского политического движения «Голос России», председатель федерального политсовета «Союз правых сил».
С 2000—2001 год председатель «Российской партии социальной демократии» (РПСД);
В 2000 году выборами губернатора Самарской области одержал очередную победу (перед этими выборами Титов ушёл в отставку), набрав 53,25 % (594 709 голосов), и официально вновь вступил в должность губернатора Самарской области 10 июля 2000 года.
На Президентских выборах 2000 года баллотировался кандидатом в Президенты. Занял шестое место с результатом в 1,47 %, набрав 1 107 269 голосов.
С 13 марта по 27 сентября 2002 — член президиума Государственного совета Российской Федерации.
С 2002 года Константин Титов проходил свидетелем по уголовному делу об обмене облигаций «АвтоВАЗ» на акции «ЛогоВАЗ» (областная администрация была одной из сторон сделки).
С 2004—2007 год сопредседатель «Социал-демократической партии России» (СДПР);
В декабре 2004 года прокуратура Самары возбудила дела по фактам злоупотреблений и превышений полномочий в отношении Константина Титова и двух чиновников обладминистрации. Дело связано с незаконным выделением кредита в 300 млн руб. из областного бюджета. 24 февраля 2005 года губернатора переквалифицировали из обвиняемого в свидетеля.
26 апреля 2005 года самарская губернская дума одобрила кандидатуру Титова на пост губернатора Самарской области (предложенную ей президентом России Владимиром Путиным), несмотря на незакрытое возбуждённое уголовное дело, в котором Константин Титов проходил как один из фигурантов. 28 апреля 2005 года официально вступил в должность губернатора Самарской области.
Неоднократно менял политические предпочтения. Входил в Российское движение демократических реформ, «Демвыбор России», «Наш дом — Россия», в 1999 году создал движение «Голос России», которое позже влилось в «Союз правых сил» (Титов возглавил политсовет СПС). В 2000 году возглавил Российскую партию социальной демократии, объединившуюся с Российской объединённой социал-демократической партией. В мае 2005 года вышел из Социал-демократической партии.
С 22 ноября 2005 года — член партии «Единая Россия».
27 августа 2007 года ушёл с поста губернатора Самарской области по собственному желанию.

### Кадровые назначения
В 1991—2011 г. министром экономического развития, инвестиций и торговли Самарской области назначил своего зама Габибуллу Хасаева.
В 2000—2007 г. министром здравоохранения и социального развития Самарской области назначил депутата Государственной думы Галину Гусарову.
В 2003—2011 г. назначил своим первым заместителем самарского топ-менеджера «ЮКОСа» Владимира Казакова.
В 2004—2007 г. председателем Правительства Самарской области назначил директора тольяттинского завода ОАО «АвтоВАЗагрегат» Сергея Сычева.
В 2007 году председателем областного правительства и первым вице-губернатором назначил депутата областной думы из Новокуйбышевска Александра Нефедова.
В 2006—2007 г. министром транспорта, связи и автомобильных дорог Самарской области назначил президента Торгово-промышленной палаты Самарской области Бориса Ардалина.
В 2006—2008 г. министром нефтехимической промышленности Самарской области назначил директора ООО Тольяттикаучук Игоря Иванова. 
В 2008 году его сменил в должности министра промышленности директор технологического парка" Владислав Капустин.
В 2006—2008 г. министром природных ресурсов и охраны окружающей среды Самарской области назначил заместителя министра сельского хозяйства и продовольствия Самарской области, ранее директор ООО "Лесопромышленной управляющей компании «Техтрансстрой» Александра Федорова.
В 2005—2007 г. сенатором Совета Федерации от Правительства Самарской области назначил президента «Волгабурмаш» Андрея Ищука.

## После отставки
С 2007—2014 год сенатор Совета Федерации ФС РФ от Правительства Самарской области, по январь 2008 года — заместитель председателя Комитета СФ по социальной политике, с января 2008 года — заместитель председателя Комитета СФ по социальной политике и здравоохранению, с февраля 2008 — член Комиссии СФ по взаимодействию со Счётной палатой РФ.
25 сентября 2014 года по инициативе губернатора Николая Меркушкина, мэр Самары Дмитрий Азаров сменил Константина Титова в Совете Федерации от Самарской области.
С 2014 года заместитель председателя Общественной палаты Самарской области третьего и четвертого созыва.
В декабре 2015 года подал заявление в полицию о хищении у него путём мошенничества $7 млн.

### Семья
Женат, имеет сына и двух внуков. Сын Алексей (1974 г.р.) — до 2014 года был председателем совета директоров «ОАО Коммерческого банка Солидарность», владел акциями ОАО «Тольяттимолоко», кабельного телевидения ЗАО ЛИК в Тольятти.

## Звания и награды
- доктор экономических наук
- действительный член Российской Академии естественных наук и Академии фундаментальных наук
- Заслуженный экономист Российской Федерации (15 августа 1998 года) — за заслуги в области экономики и многолетнюю добросовестную работу[23]
- Орден Дружбы (1 ноября 1994 года, № 1) — за большой личный вклад в реализацию экономической реформы, проведение в жизнь демократических преобразований и активную работу по укреплению российской государственности[24]
- Орден «Достык» II степени (2004 год, Казахстан)
- Благодарность Президента Российской Федерации (31 декабря 1997 года) — за большой личный вклад в осуществление государственной семейной политики[25]
- Благодарность Президента Российской Федерации (12 августа 1996 года) — за активное участие в организации и проведении выборной кампании Президента Российской Федерации в 1996 году[26]
- Почётная грамота Правительства Российской Федерации (21 октября 2004 года) — за большой личный вклад в социально-экономическое развитие Самарской области и многолетний добросовестный труд[27]
- ордена Русской Православной церкви:
  - Святого Благоверного князя Даниила Московского
  - святого равноапостольного великого князя Владимира
  - Сергия Радонежского I степени.
- в 1998 году Совет исследователей американского биографического общества назвал Константина Титова «Человеком года» за достижения во многих сферах общественной жизни
- лауреат Всероссийской театральной премии «Золотая маска» в номинации «Государственный и общественный деятель»
- Лауреат «Национальной премии имени С. Я. Витте».
- почетный выпускник КуАИ-СГАУ (диплом № 001, приказ № 211-о от 19.12.2001 г.)
- в 2002 году за эффективное управление субъектом Федерации была присуждена Национальная премия имени Петра Великого, жюри конкурса «Персона года» также назвало К. А. Титова лучшим среди руководителей регионов
- в том же 2002 году вручен орден «Слава России» за поддержку и развитие предпринимательства
- 18 ноября 2003 года стал лауреатом премии «Российский Национальный Олимп» и обладателем титула «Региональный лидер России»
- обладатель ордена «За честь и доблесть»
- экспертный совет Русского биографического института совместно с Московским патриархатом Российской православной церкви по итогам 2004 года назвал К. А. Титова лауреатом национальной премии «Лучшие губернаторы и главы республик России»
- в ноябре 2005 года решением оргкомитета международного салона «Брюссель-Эврика» за разработку и внедрение новых методов управления и уникальных информационных технологий награждён орденом «За заслуги в области изобретательства» высшей IV степени в номинации «государственному деятелю»
- в декабре того же года — гражданским орденом Серебряная звезда «Общественное признание» за активную помощь ветеранам Великой Отечественной войны
- Почётный гражданин Самарской области (2020).[28]
- Медаль «За укрепление парламентского сотрудничества» (27 ноября 2014 года, Межпарламентская ассамблея СНГ) — за особый вклад в развитие парламентаризма, укрепление демократии, обеспечение прав и свобод граждан в государствах — участниках Содружества Независимых Государств[29]
- Медаль «МПА СНГ. 25 лет» (27 марта 2017 года, Межпарламентская ассамблея СНГ) — за заслуги в деле развития и укрепления парламентаризма, за вклад в развитие и совершенствование правовых основ функционирования Содружества Независимых Государств, укрепление международных связей и межпарламентского сотрудничества[30]